# Víctor Santiago Díaz
Víctor Santiago Díaz (28 de agosto de 1968 - 30 de diciembre de 2015) fue un político puertorriqueño y alcalde de Toa Baja. Fue miembro del Partido Popular Democrático (PPD).
Santiago Díaz fue elegido alcalde de Toa Baja en las elecciones generales de 2000, derrotando al alcalde incumbente, Víctor M. Soto. De todas maneras, en las elecciones generales de 2004, Santiago fue derrotada por el candidato de PNP Aníbal Vega Borges.
Santiago Díaz falleció el 30 de diciembre de 2015 de cáncer. Aparte de su cargo político, también trabajó como profesor.